# Football Club Vittorio Veneto 1961-1962
Questa pagina raccoglie le informazioni riguardanti il Football Club Vittorio Veneto nelle competizioni ufficiali della stagione 1961-1962.

## Rosa
| N. |                   | Ruolo | Calciatore          |
| -- | ----------------- | ----- | ------------------- |
|    | Italia (bandiera) | A     | Francesco Bertolani |
|    | Italia (bandiera) | C     | Aldo Campodallorto  |
|    | Italia (bandiera) | C     | Pilade Canuti       |
|    | Italia (bandiera) | A     | Antonio Cassin      |
|    | Italia (bandiera) | P     | Vittorio Comin      |
|    | Italia (bandiera) | P     | Adriano De Benedet  |
|    | Italia (bandiera) | D     | Antonio Fracasso    |
|    | Italia (bandiera) | D     | Silvano Ghezzo      |
|    | Italia (bandiera) | D     | Odero Gon           |

| N. |                   | Ruolo | Calciatore         |
| -- | ----------------- | ----- | ------------------ |
|    | Italia (bandiera) |       | Granello           |
|    | Italia (bandiera) | C     | Marcello Mazzolini |
|    | Italia (bandiera) | A     | Sauro Mazzotti     |
|    | Italia (bandiera) | C     | Giorgio Nardi      |
|    | Italia (bandiera) | D     | Bruno Niero        |
|    | Italia (bandiera) | P     | Luigino Ostet      |
|    | Italia (bandiera) | A     | Roberto Padovani   |
|    | Italia (bandiera) |       | Pestrini           |
|    | Italia (bandiera) | D     | Bruno Zanussi      |